# 田稼
田稼（1919年6月6日—1984年1月14日），原名叶林康，曾用名叶秋平，笔名景阳，男，江苏常州人，中国话剧演员、导演、戏剧教育家。
早年喜爱文艺，幼年丧父母后失学。之后的数年内，在学徒生涯中继续求学于中共地下党创办的中学夜校部。
1937年抗战爆发后，参加学校师长（中共地下党）组织的武进青年抗敌服务团。
1937年在安徽潜山加入上海救亡演剧队第八队(湖南省话剧团的前身)。至此开始从事演员和导演工作, 宣传抗日救亡。早期参加多起剧目演出，后期导演《未婚夫妻》、《寄生草》。
1942年底因在驻地湖北恩施的报刊发表诗文，受到战区当局特务机关调查，遂离队赴重庆, 参加中国艺术剧社。1945年曾替《新华日报》编辑部排演剧目《同志，你走错了路》招待毛泽东赴重庆谈判, 并出席毛泽东秘密召开的重庆影剧界人士座谈会。
1945年冬, 参加上海剧艺社。
1947年内战全面爆发后，进入山东解放区，先后在山东新安旅行团及大连建设大学担任编导及艺术教育工作。
1949年9月调任山东省人民文工团业务主任。
1950年任华东大学艺术系戏剧科主任(华东大学与山东大学合校后仍任原职), 并被选为山东省剧协副主席。
1952年9月全国院系调整, 领队山东大学艺术系戏剧科师生迁往上海，参于组建中央戏剧学院华东分院（1956年改称上海戏剧学院）。历任教务处副主任及表演系副主任。为上戏学生导演《我们就是神仙》、《红旗处处飘》、《樱桃园》、《小八路》、《决裂》、《远方》等剧目。
1958年在“反右倾运动”中，因其在57年“反右运动”中曾试图保护被划为“右派”的师生而遭到批判，被定性为上海戏剧学院党委内的“右倾代表人物”，同时被中共上海市委宣传部内定为“内部控制使用”。其任班主任的表演系58届学生亦受牵连，全班被评为“政治不及格”，留校一年延期毕业。
1961年为上戏第一届藏族班排演毕业剧目《文成公主》。
1963年调上海青年话剧团。历任导演、副团长、团长。其间导演过《红色宣传员》、《南海长城》、《代代红》、《年轻的一代》（安徽省话）、《青春谣》、《东进、东进！》等剧目。
1966年开始的文化大革命中受到急剧冲击，前后被“隔离审查”达数年之久。因其在《中国话剧运动50年史料集》中的《试述演剧队的发展经过及其特点》一文招致了重点调查批判。1971年又因其在创作京剧《南海长城》过程中质疑江青对该剧指示再度受到批判，到“九一三”事件后解除调查。
1980年调回上海戏剧学院任表演系主任。
1984年1月14日，在执导戏剧学院表演系80级毕业班毕业剧目《狡猾的寡妇》时，劳累过度引发心脏病复发，在该剧目彩排成功翌日逝世。

参考资料：
《田稼戏剧研究》上海交通大学出版社（1997）主编：李祥春。ISBN7: 7-313-01932-8 /J.036)